# Atylotus bicolor
Atylotus bicolor är en tvåvingeart som först beskrevs av Christian Rudolph Wilhelm Wiedemann 1821.  Atylotus bicolor ingår i släktet Atylotus och familjen bromsar. Inga underarter finns listade i Catalogue of Life.